# Roewe

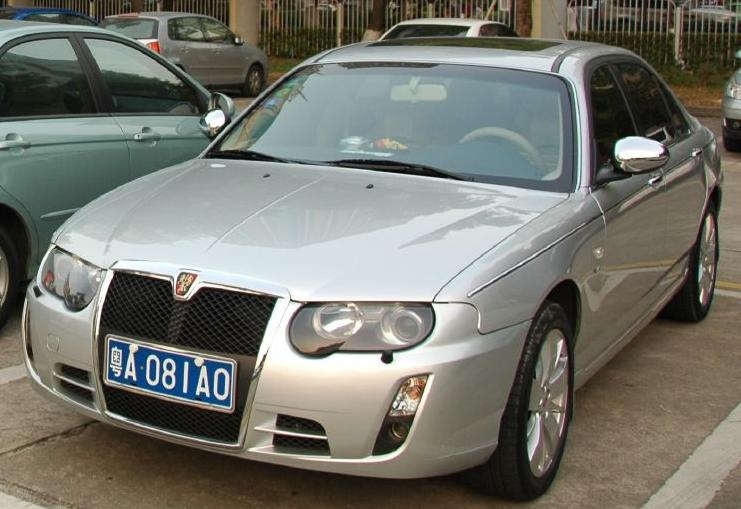
Roewe 750

Roewe is een automerk van het Chinese concern SAIC.
Door een ingewikkelde geschiedenis van het merk Rover dat in 2005 failliet ging, kon Ford de merknaam Rover overnemen van BMW. Het Chinese bedrijf SAIC, dat de productiemiddelen had gekocht, kon dus niet onder de merknaam Rover auto's verkopen. Daarom lanceerde het op 13 september 2006 het merk Roewe.
De naam Roewe is afkomstig van het falen van SAIC om de merknaam Rover van BMW c te verwerven. 2005 (in plaats daarvan werd het in 2006 verkocht aan Ford en het merk is momenteel eigendom van Tata Motors).
Het eerste model van Roewe is de 750, die eind 2006 gepresenteerd werd en in maart 2007 daadwerkelijk op de markt kwam. Dit werd gevolgd door een nieuwe middenklasser, de 550.

## Trivia
Roewe is hoofdsponsor van de Shanghai Masters, een jaarlijks snookertoernooi in Shanghai.